# Larry Karaszewski
Larry Karaszewski (* 20. November 1961 in South Bend, Indiana) ist ein US-amerikanischer Drehbuchautor, Filmproduzent und Filmregisseur. Bei seinen Projekten arbeitet er regelmäßig mit Scott Alexander zusammen.

## Leben
Karaszewski wurde 1961 in Indiana geboren. Er lernte seinen späteren Autoren-Partner Scott Alexander während des Studiums an der School of Cinema-Television der University of Southern California kennen.
1990 wurde ihr Drehbuch für die Komödie So ein Satansbraten von Dennis Dugan verfilmt. Der Erfolg des Films zog zwei Fortsetzungen und eine Zeichentrickserie nach sich. In den 1990er Jahren folgten Drehbücher für Filme wie Ed Wood, Larry Flynt – Die nackte Wahrheit und Der Mondmann. Im Jahr 2000 führten beide bei der Komödie Dumm gelaufen – Kidnapping für Anfänger erstmals Regie. Der Film wurde von der Kritik zerrissen und floppte auch an den Kinokassen. Danach wandte sich das Duo wieder dem Schreiben von Drehbüchern zu. Ihr Drehbuch zu Big Eyes wurde 2014 von Tim Burton verfilmt, mit dem sie bereits für Ed Wood zusammengearbeitet hatten.
2016 erschufen Alexander und Karaszewski die Anthologieserie American Crime Story, deren erste Staffel sich mit dem Strafprozess gegen O. J. Simpson auseinandersetzte. Für die nächsten Staffeln fungierten beide nur noch als Executive Producer.
Für Larry Flynt – Die nackte Wahrheit erhielt er gemeinsam mit Alexander 1997 den Golden Globe Award und Satellite Award. Von der Writers Guild of America erhielten die beiden den Paul Selvin Honorary Award. Auch ihre Arbeit an American Crime Story wurde mehrfach nominiert und ausgezeichnet, darunter jeweils zwei Mal mit dem Emmy und Producers Guild of America Award. 2017 erhielten sie für die beste Fernsehadaption den USC Libraries Scripter Award.

## Filmografie (Auswahl)
Drehbuchautor
- 1990: So ein Satansbraten (Problem Child)
- 1991: Ein Satansbraten kommt selten allein (Problem Child 2)
- 1993–1994: So ein Satansbraten (Problem Child, Fernsehserie, 26 Episoden)
- 1994: Ed Wood
- 1996: Larry Flynt – Die nackte Wahrheit (The People vs. Larry Flynt)
- 1997: Dieser verflixte Kater (That Darn Cat)
- 1999: Der Mondmann (Man on the Moon)
- 2000: Dumm gelaufen – Kidnapping für Anfänger (Screwed)
- 2003: Agent Cody Banks
- 2007: Zimmer 1408 (1408)
- 2014: Big Eyes
- 2016: American Crime Story (Fernsehserie, Idee, Drehbuch für 5 Episoden)
- 2019: Dolemite Is My Name

Produzent
- 2002: Auto Focus
- 2014: Big Eyes

Filmregisseur
- 2000: Dumm gelaufen – Kidnapping für Anfänger (Screwed)